# Antonio David Jiménez
Antonio David Jiménez Pentinel (Siviglia, 18 febbraio 1977) è un ex siepista e mezzofondista spagnolo.

## Palmarès
| Anno | Manifestazione          | Sede     | Evento       | Risultato | Prestazione | Note |
| ---- | ----------------------- | -------- | ------------ | --------- | ----------- | ---- |
| 1999 | Europei under 23        | Göteborg | 3000 m siepi | Bronzo    | 8'37"29     |      |
| 2001 | Mondiali indoor         | Lisbona  | 3000 m piani | 12º       | 8'04"01     |      |
| 2001 | Mondiali                | Edmonton | 3000 m siepi | 6º        | 8'19"82     |      |
| 2001 | Giochi del Mediterraneo | Radès    | 3000 m siepi | Oro       | 8'31"31     |      |
| 2002 | Europei indoor          | Vienna   | 3000 m piani | Argento   | 8'04"01     |      |
| 2002 | Europei                 | Monaco   | 3000 m siepi | Oro       | 8'19"82     |      |
| 2004 | Mondiali indoor         | Budapest | 3000 m piani | 4º        | 7'58"23     |      |
| 2004 | Giochi olimpici         | Atene    | 3000 m siepi | 14º       | 8'22"63     |      |
| 2005 | Europei indoor          | Madrid   | 3000 m piani | Batteria  | 8'04"44     |      |
| 2005 | Giochi del Mediterraneo | Almería  | 3000 m siepi | Argento   | 8'24"47     |      |
| 2005 | Mondiali                | Helsinki | 3000 m siepi | 6º        | 8'17"69     |      |
| 2006 | Europei                 | Göteborg | 3000 m siepi | 5º        | 8'28"78     |      |
| 2007 | Mondiali                | Osaka    | 3000 m siepi | Batteria  | 8'50"41     |      |
| 2012 | Europei                 | Helsinki | 3000 m siepi | 13º       | 8'53"30     |      |